# Dicranoderes annulatus
Dicranoderes annulatus is een keversoort uit de familie boktorren (Cerambycidae). De wetenschappelijke naam van de soort is voor het eerst geldig gepubliceerd in 1836 door Dupont.